# Anton Lindfors
Anton Lindfors (* 22. April 1991 in Porvoo) ist ein finnischer Snowboarder. Er startet im Snowboardcross.

## Werdegang
Lindfors nahm von 2007 bis 2010 vorwiegend an FIS-Rennen und am Europacup teil. Sein erstes Weltcuprennen fuhr er im September 2009 in Chapelco, welches er auf dem 44. Platz beendete. Bei den Snowboard-Weltmeisterschaften 2011 in La Molina errang er den 21. Platz. Im Januar 2012 erreichte er in Veysonnaz mit dem vierten Rang seine erste Top-Zehn-Platzierung im Weltcup. Bei den Snowboard-Weltmeisterschaften 2013 im Stoneham belegte er den zehnten Platz. Bei seiner ersten Olympiateilnahme 2014 in Sotschi kam er auf den 13. Platz. Im März 2014 holte er in Veysonnaz mit dem zweiten Platz seine erste Podestplatzierung im Weltcup. Die Saison 2013/14 beendete er auf den siebten Platz in der Snowboardcrosswertung. Bei den finnischen Meisterschaften 2014 errang er den zweiten Platz. Bei den Snowboard-Weltmeisterschaften 2015 am Kreischberg belegte er den 16. Rang. Im März 2017 gelang ihn bei den Weltmeisterschaften in Sierra Nevada der 23. Platz. Bei den Olympischen Winterspielen 2018 in Pyeongchang kam er auf den neunten Platz und bei den Snowboard-Weltmeisterschaften 2019 auf den 20. Platz.

## Teilnahmen an Weltmeisterschaften und Olympischen Winterspielen

### Olympische Winterspiele
- 2014 Sotschi: 13. Platz Snowboardcross
- 2018 Pyeongchang: 9. Platz Snowboardcross

### Snowboard-Weltmeisterschaften
- 2011 La Molina: 21. Platz Snowboardcross
- 2013 Stoneham: 10. Platz Snowboardcross
- 2015 Kreischberg: 16. Platz Snowboardcross
- 2017 Sierra Nevada: 23. Platz Snowboardcross
- 2019 Park City: 20. Platz Snowboardcross

## Weltcup-Gesamtplatzierungen
| Saison  | Platz | Punkte |
| ------- | ----- | ------ |
| 2009/10 | 32.   | 72     |
| 2010/11 | 40.   | 368    |
| 2011/12 | 20.   | 922    |
| 2012/13 | 48.   | 200    |
| 2013/14 | 7.    | 1670   |
| 2014/15 | 34.   | 153    |
| 2015/16 | 43.   | 244,9  |
| 2016/17 | 27.   | 600,9  |
| 2017/18 | 47.   | 370,2  |
| 2018/19 | 33.   | 345,4  |
| 2019/20 | 33.   | 362    |